# Budkov (Střížovice)
Budkov (německy Budkau) je malá vesnice, část obce Střížovice v okrese Jindřichův Hradec v Jihočeském kraji. Nachází se asi dva kilometry východně od Střížovic. Je zde evidováno 28 adres. V roce 2011 zde trvale žilo šestnáct obyvatel.
Budkov leží v katastrálním území Budkov u Střížovic o rozloze 2,79 km².

## Historie
První písemná zmínka o vesnici pochází z roku 1399.

## Přírodní poměry
Jihozápadně od vesnice leží přírodní rezervace Hrádeček.

## Obyvatelstvo
| Rok            | 1869 | 1880 | 1890 | 1900 | 1910 | 1921 | 1930 | 1950 | 1961 | 1970 | 1980 | 1991 | 2001 | 2011 | 2021 |
| -------------- | ---- | ---- | ---- | ---- | ---- | ---- | ---- | ---- | ---- | ---- | ---- | ---- | ---- | ---- | ---- |
| Počet obyvatel | 182  | 145  | 105  | 140  | 135  | 132  | 110  | 90   | 79   | 61   | 39   | 28   | 22   | 16   | 14   |
| Počet domů     | 19   | 19   | 19   | 18   | 18   | 18   | 23   | 20   | 21   | 21   | 18   | 21   | 23   | 23   | 21   |

## Obecní správa
Při sčítání lidu v letech 1850–1959 Budkov byl osadou obce Vlčice v okrese Jindřichův Hradec. V letech 1961–1979 byl částí obce Střížovice v okrese Jindřichův Hradec. Od 1. ledna 1980 do 30. června 1990 byl částí obce Kunžak v okrese Jindřichův Hradec. Od 1. července 1990 je opět částí obce Vlčice v okrese Jindřichův Hradec.

## Pamětihodnosti
- Budkovská tvrz pochází z přelomu 15. a 16. století. Později byla přestavěna na sýpku a roku 1921 na byty.
- Zámek – pseudogotický zámek z poloviny 19. století s věží a zdobenou fasádou
- Renesanční dvanáctiboká kašna z roku 1599
- Rybník Hejtman (72 hektarů) byl založen roku 1567. Západně pod hrází stávala tvrz, která byla v 19. století upravena na průmyslový provoz.